# Жорж Моріс Палеолог
Жóрж Морíс Палéолог (фр. Georges Maurice Paléologue; *13 січня 1859, Париж — †21 листопада 1944, Париж) — французький політик, дипломат, письменник.

## Життєпис
Жорж Моріс Палеолог народився в Парижі, куди його батько революціонер і румунський підданий Олександру Палеологу, емігрував з історичної області Валахії, після невдалого замаху на принца Георге Бібеску під час революції 1848 року. Олександру був одним з трьох незаконнонароджених дітей Елізабет Векереску з однієї з найзнатніших дворянських сімей. Пізніше Зої, мати Елізабет, визнала всіх трьох незаконнонароджених синів своєї дочки — своїх онуків, давши їм дошлюбне прізвище матері. Румунське прізвище Палеологу у Франції трансформувалося в Палеолог.

### Дипломатична кар'єра
- З 1880 року працював в МЗС Франції після отримання університетського ступеня з правознавства.
- У 1893-1907 роках працював у центральному апараті МЗС Франції.
- У 1907-1909 роках — дипломатичний агент і генеральний консул Франції в Болгарії.
- У 1909-1910 роках — повноважний міністр Франції в Софії[4].
- Послідовно обіймав посади секретаря посольств Франції в Танжері у французькому Марокко, Пекіні та Римі.
- У 1912-1914 роках працював у центральному апараті МЗС Франції, був директором політичного департаменту МЗС.
- З січня 1914 року і до липня 1917 року був Послом третьої Французької республіки в Російській імперії. Сприяв залученню Росії у Першу світову війну, під час якої, відстоюючи інтереси Франції, намагався чинити тиск на російський уряд з метою активнішої участі військ Російської імперії в військових діях. Придбав широкі знайомства в аристократичних, урядових і громадських колах Петрограда.
- 3 травня 1917 Палеолог виїхав до Франції і продовжив роботу в центральному апараті МЗС Франції. У 1917-1918 роках грав активну роль у підготовці французької військової інтервенції в Радянську Росію.
- У 1921 році вийшов у відставку з МЗС Франції.
- У 1920—1921 роках був Генеральним секретарем МЗС Франції. Як Посол Франції та Генеральний секретар Міністерства закордонних справ 10 серпня 1920 року в Севрі брав участь у підписанні Мирного договору між головними союзними державами (Британська імперія, Франція, Італія, Японія), союзними державами (Вірменія, Бельгія, Греція, Геджас, Польща, Португалія, Румунія, Сербо-хорвато-словенське держава, Чехословаччина) і Туреччиною[5].

## Літературна діяльність
У відставці продовжив успішно займатися активною літературною діяльністю, яку розпочав ще в 1887 році.

### Публікації
- Китайське мистецтво / L'Art chinois (1887)
- Люк де Клап'є де Вовенарг / Vauvenargues (1890)
- Альфред де Віньї / Alfred de Vigny (1891)
- Профілі жінок / Profils de femmesProfils de femmes (1895)
- Волосяниця / Le Cilice (1901)
- Rome, notes d'histoire et d'art (1902)
- Кнут / La Cravache (1904)
- Справа честі / Le Point d'honneur (1907)
- Данте. Його час, його твори, його геній / Dante, essai sur son caractère et son génie (1909)
- Царська Росія під час світової війни / La Russie des tsars pendant la Grande Guerre (1921—1923)
- Le Roman tragique de l'empereur Alexandre II (1923)
- Les Entretiens de l'impératrice Eugénie (1928)
- Олександра Федорівна — імператриця Росії / Alexandra Feodorowna, impératrice de Russie (1932)
- Un prélude à l'invasion de la Belgique. Le Plan Schlieffen, 1904 (1932)
- Guillaume II et Nicolas II (1935)
- Alexandre Ier, un tsar énigmatique (1937)
- Les Précurseurs de Lénine (1938)
- Élisabeth, impératrice d'Autriche. L'hérédité sinistre des Wittelsbach (1939)
- L'Écroulement du tsarisme (1939)
- Aux portes du jugement dernier. Élisabeth-Féodorowna, grande-duchesse de Russie (1940)
- Au quai d'Orsay à la veille de la tourmente. Journal, 1913—1914 (1947)
- Journal de l'affaire Dreyfus, 1894—1899, l'affaire Dreyfus et le Quai d'Orsay (1955)
- Le crépuscule des tsars, Mercure de France 2007, Journal de Maurice Paléologue lorsqu'il était ambassadeur de France en Russie de 1914 à 1917. Introduction de Nicolas Mietton, dont certains éléments sont repris ci-dessus.

## Почесні звання та нагороди
- Після двох невдалих спроб у 1923 і 1924 роках, Жорж Моріс Палеолог був обраний до 1928 довічним членом Французької академії. З 1928 року до смерті в 1944 році займав крісло № 19, в якому його попередником був Шарль Жонар, а наступником — Шарль де Шамбр.
- Великий офіцер ордена Почесного легіону

## Постать у літературі
- Валентин Пікуль, «Нечиста сила» — персонаж